# 1-Phényléthanol
Le 1-phényléthanol est un composé aromatique de formule C8H10O. C'est l'isomère de position du 2-phényléthanol. La molécule possède un carbone asymétrique (le carbone 1 porteur des groupes hydroxyle, phényle et méthyle), et est chirale, existant sous la forme de ses deux énantiomères R et S.

## Propriétés
Le 1-phényléthanol est un liquide incolore, peu volatil, à faible odeur florale de type hyacinthe/gardénia, ou une odeur rappelant l'amande. Il est combustible mais très peu inflammable. Il est très peu soluble dans l'eau. Il réagit avec une solution acide de dichromate de sodium pour former de l'acide benzoïque.

## Occurrence naturelle
Le 1-phényléthanol est présent sous la forme d'un hétéroside, avec son hydrolase β-primeverosidase dans les fleurs de thé (Camellia sinensis). Le 1-phényléthanol est un composant naturel de la saveur des myrtilles.
Sa présence a également été rapporté dans les cranberries, le raisin, la ciboulette, l'huile de menthe écossaise (Mentha × gracilis), les fromages, le cognac, le rhum, le vin blanc, le cacao, le thé noir, la noisette, la plaquebière, les haricots, les champignons et les endives.

## Synthèse
Le racémique de 1-phényléthanol peut être obtenu par réduction de l'acétophénone, par exemple avec le tétrahydruroaluminate de lithium ou le tétrahydruroborate de sodium. Il peut également être produit par réaction du chlorure de méthylmagnésium – ou d'autres composés organométalliques analogues – avec le benzaldéhyde, ou encore par oxydation de l'éthylbenzène. Le mélange racémique est également formé lors de l'hydrolyse du (S)-1-bromoéthylbenzène.
Il existe également des synthèses hautement énaniosélectives permettant de n'obtenir qu'un énantiomère voulu. La réduction énantiosélective de l'acétophénone est la méthode de choix. On utilise dans ce cas des catalyseurs énantiosélectifs.

## Utilisation
Le 1-phényléthanol peut être utilisé comme l'alcool benzylique, notamment dans les émaux au four. Dans les laques à base de nitrate de cellulose et d'acétylcellulose, l'alcool méthylbenzylique contribue à améliorer l'écoulement et la formation de film, et empêche le rougissement à des niveaux d'humidité atmosphérique relativement élevés. Il s'est également révélé être un additif utile dans les agents de décapage de peinture en raison de ses propriétés de dissolution et de son long temps d'évaporation.
Le 1-phényléthanol est un intermédiaire dans la production du styrène par le procédé hydroperoxyde,,. Dans ce procédé de production conjointe de l'oxyde de propylène et du styrène, il est produit par conversion de l'hydroperoxyde d'éthylbenzène obtenu par oxydation de l'éthylbenzène. Il est par la suite déshydraté en styrène.
Il est autorisé comme arôme alimentaire par le JECFA.

### Synthèses chimiques
Le 1-phényléthanol peut être utilisé dans la réaction de Ritter catlysée en milieu acide, permettant de synthétiser divers N-benzylacétamides,.
Le 1-phényléthanol est l'un des précurseurs-clé dans la synthèse de dérivés [60]fullerène-isochromane par cyclisation dirigée par l'hydroxyle catalysée par le palladium.
Le 1-phényléthanol est utilisé dans la synthèse de Friedländer des quinoléines. Il y réagit avec  des dérivés d'alcools 2-aminobenzylique pour former les quinones équivalentes.
Il peut enfin être utilisé dans la synthèse régioselective multicomposante de pyrimidines catalysée par l'iridium.

## Réglementation
Le 1-phényléthanol a été inclus dans le plan d'action continu communautaire (CoRAP) en 2017 par l'UE en vertu du règlement (CE) no 1907/2006 (REACH) dans le cadre de l'évaluation des substances. Il s'agit de réévaluer les effets de la substance sur la santé humaine et l'environnement et, si nécessaire, d'engager des mesures de suivi. Les raisons de l'inclusion du 1-phényléthanol étaient les préoccupations concernant l'utilisation par les consommateurs, l'exposition des travailleurs et l'utilisation généralisée, ainsi que les risques potentiels liés aux propriétés cancérigènes et mutagènes. La réévaluation est en cours depuis 2019 et est effectuée par l'Italie